# Борячук, Андрей Васильевич
Андре́й Васи́льевич Борячу́к (укр. Андрій Васильович Борячук; 23 апреля 1996, Винница, Украина) — украинский футболист, нападающий клуба «Эпицентр». Выступал за сборную Украину

## Биография

### Клубная карьера
В сезоне 2013/14 Андрей забил пятнадцать голов за юношескую команду «Шахтёра». Следующий сезон начинал в юношеской команде, однако затем был переведён в молодёжный состав. Первую половину сезона 2015/16 провёл весьма продуктивно, забив десять голов в восьми встречах молодёжного первенства. За первую команду «Шахтёра» дебютировал 23 сентября 2015 года, в матче Кубка Украины против «Тернополя», выйдя на замену вместо Эдуардо. В первом же матче отличился голом. 25 февраля 2016 года провёл первый матч в Лиге Европы против «Шальке-04»
В августе 2022 года перешел в годовую аренду в клуб «Металлист 1925».

### Карьера в сборной
Выступал за юношеские сборные своей страны. Принимал участие в юношеском чемпионате Европы 2015.

## Достижения
«Шахтёр» (Донецк)
- Чемпион Украины (2): 2016/17, 2022/23
- Обладатель Кубка Украины (2): 2015/16, 2016/17
- Обладатель Суперкубка Украины: 2017